# Giardini botanici Hanbury
I giardini botanici Hanbury sorgono sul promontorio della Mortola, sulla costa ligure, a pochi chilometri dal confine francese. Occupano una superficie di 18 ettari, compresi nel territorio comunale di Ventimiglia, località Mortola, in provincia di Imperia. Il parco della villa rappresenta uno dei giardini di acclimatazione più famosi d'Europa e del bacino mediterraneo.
Il terreno è digradante dalla collina al mare, come è tipico della costa ligure. L'aspetto paesaggistico è tipicamente "all'inglese", con vialetti irregolari e romantici rustici pergolati e patii, con la pittoresca vista del mare sullo sfondo. Il parco è anche attraversato da un tratto dell'antica strada consolare via Julia Augusta; per la conformazione geografica l'accesso alla villa è dal suo lato superiore.
Sotto il portico d'ingresso si può ammirare un mosaico raffigurante Marco Polo, opera voluta dal vicentino Antonio Salviati e datata al 1888. Nella parte inferiore, non lontano dal mare (comunque non accessibile a causa del sistema di cinta), un piccolo settore semipianeggiante è conservato con la vegetazione originale mediterranea, ombreggiata da pini e dotata di gazebo. I giardini botanici Hanbury sono stati inseriti nella lista dei 10 giardini più belli d'Italia nel 2007 e nel 2011.

## Provvedimento istitutivo
Il primo vincolo storico-paesaggistico del luogo si ebbe con la legge n. 1089 del 1939. Il parco regionale attuale è stato istituito con la legge regionale 27 marzo 2000 n. 31.

## Storia

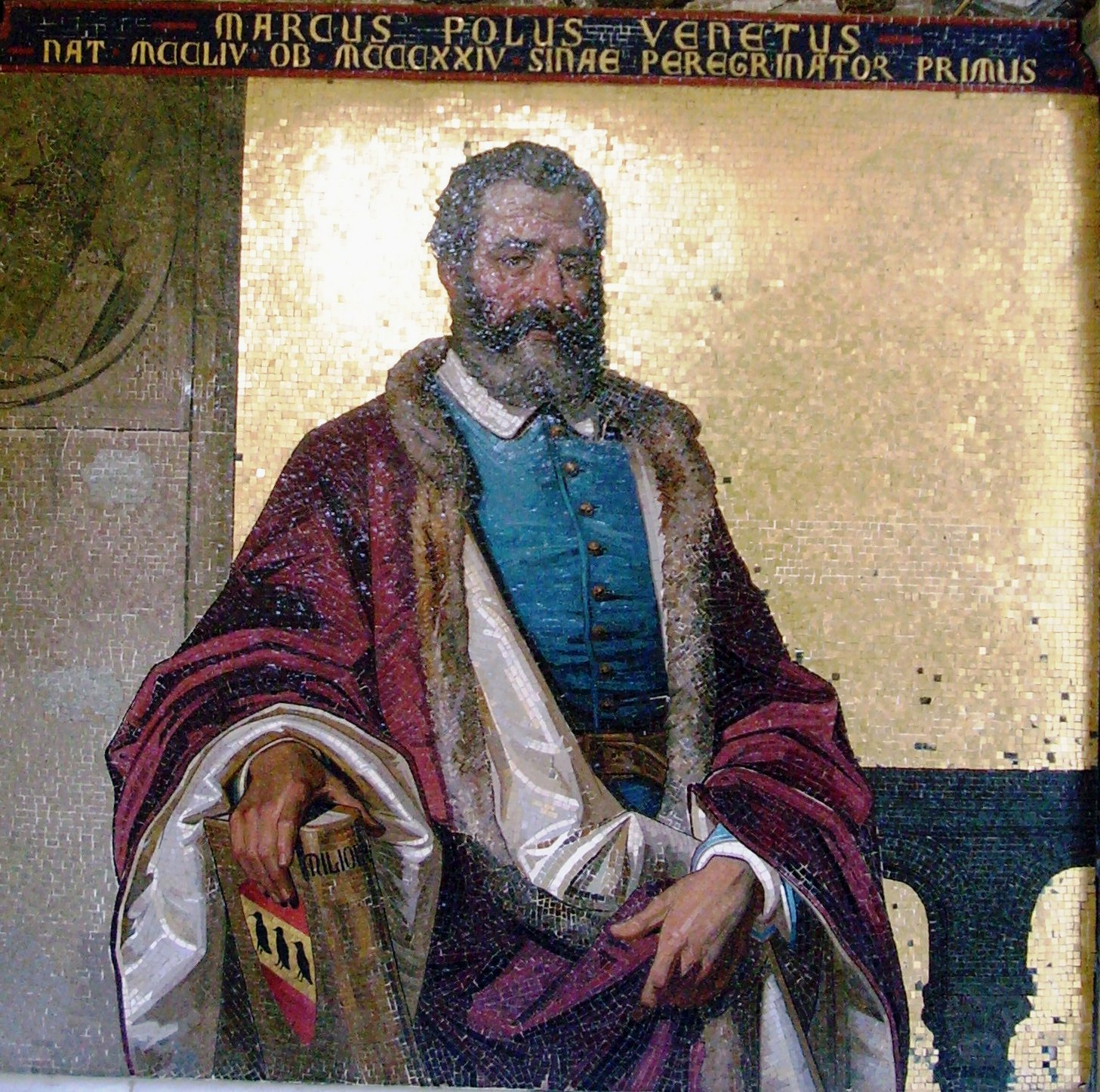
Mosaico raffigurante il navigatore Marco Polo

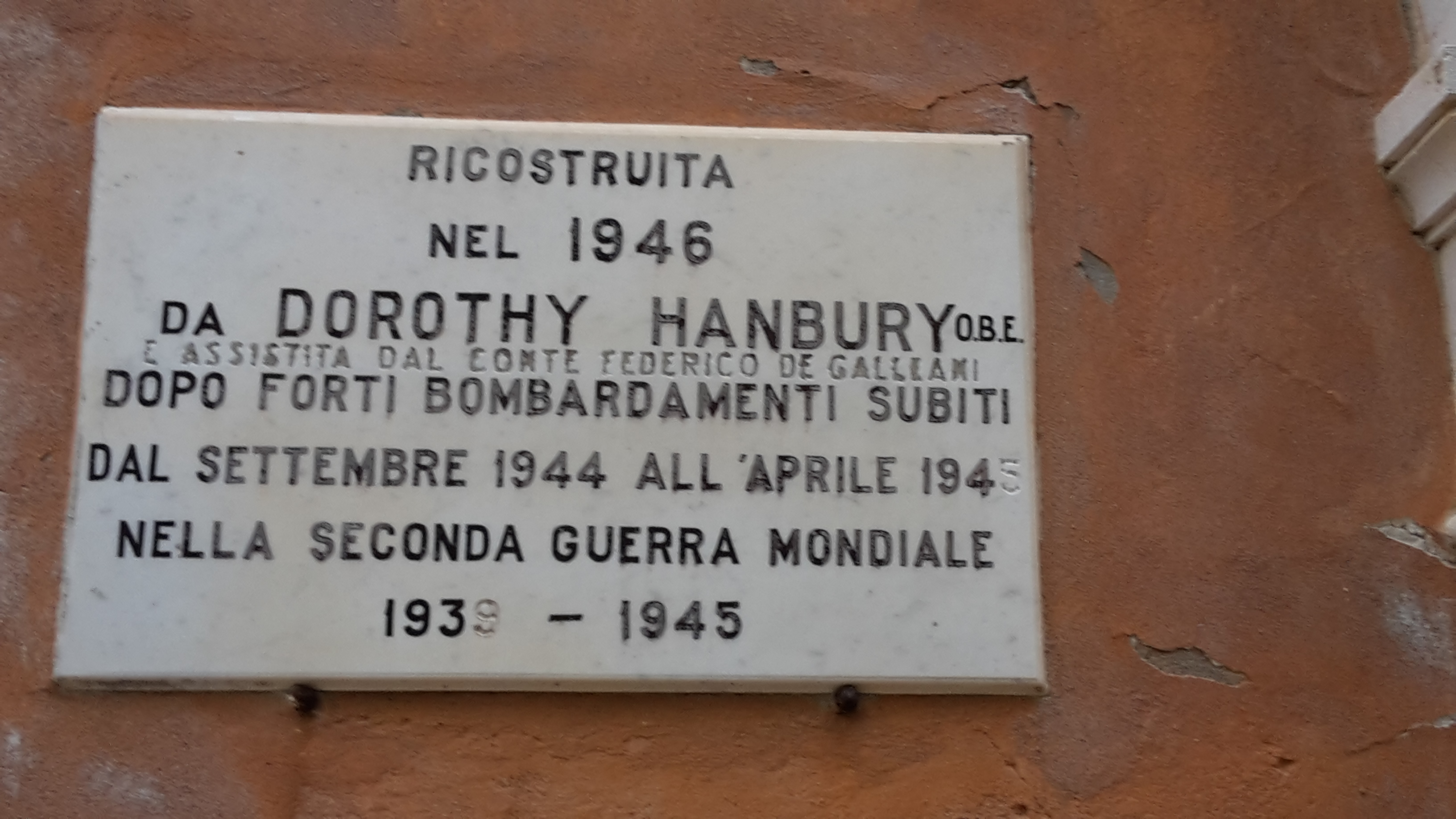
Placca per la ricostruzione del 1946

I giardini furono realizzati a partire dal 1867, grazie alla passione dal viaggiatore inglese sir Thomas Hanbury. Dopo aver fatto fortuna come esportatore di tè a Shanghai egli decise di stabilirsi sulla costa ligure, ed acquistò dapprima il palazzo dei marchesi Orengo di Ventimiglia, tuttora esistente, e successivamente i terreni circostanti, su cui volle realizzare uno splendido giardino con specie botaniche raccolte in ogni parte del mondo.
Per sviluppare il progetto egli si fece aiutare dal fratello Daniel, giunto appositamente dall'Inghilterra, da diversi botanici (fra cui, in particolare, i tedeschi Ludwig Winter e Alwin Berger, e l'ingegnere idrologo belga Paul-Vincent Levieux) e da una manovalanza di giardinieri stabilitisi nelle vicinanze. Il giardino divenne ben presto rinomato in tutto il mondo.
Alla morte di sir Thomas (nel 1907), il figlio Cecil e la nuora Lady Dorothy portarono avanti l'opera fino alla seconda guerra mondiale, quando il sito dovette essere abbandonato. Tuttavia alla fine della guerra Lady Dorothy ritornò alla Mortola per ripristinare la villa e i suoi giardini come attesta una placca posta sul lato ovest della villa stessa. 
Nel 1960 lo stato italiano acquistò dagli eredi il complesso, che, nel 1962, fu affidato all'Istituto internazionale di studi liguri. Nel 1979 tale istituto rinunciò al gravoso impegno di ricostruzione post-bellica e successivamente, nel 1987, la gestione venne affidata definitivamente all'Università degli Studi di Genova.
Il 1º giugno 2006 è stata presentata all'UNESCO la candidatura alla lista dei patrimoni dell'umanità.
Il 29 maggio 2010 le Poste italiane hanno emesso un francobollo dal valore di 0,60 € dedicato al giardino.

## Le specie botaniche presenti

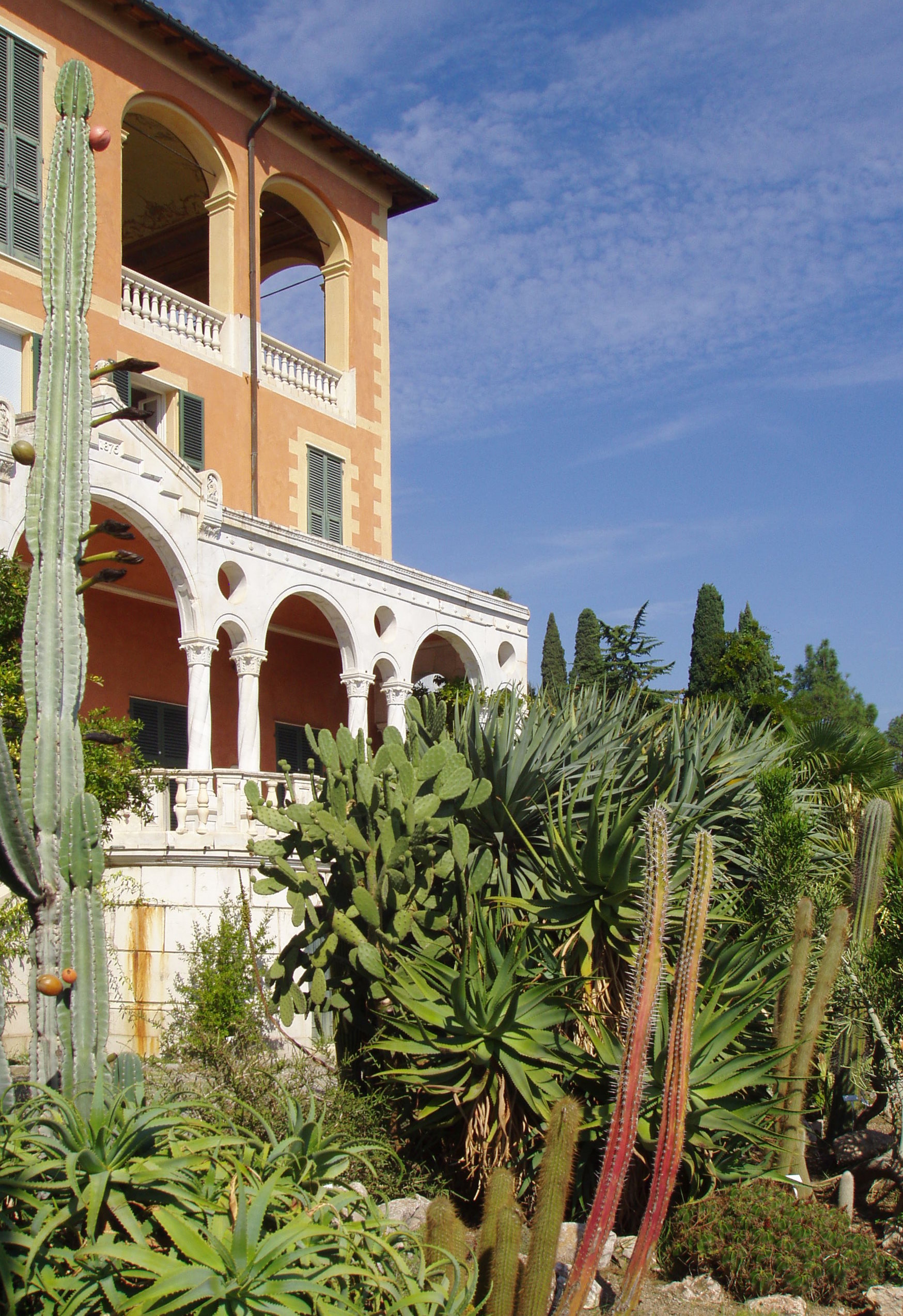
Scorcio della villa con cactus

I giardini ospitano migliaia di specie botaniche (quasi 6 000 catalogate nel 1912), di origine prevalentemente tropicale e subtropicale, organizzate a zone per gruppo botanico.
Tra le più significative vi sono:
- le agavi, con 114 specie presenti nel catalogo del 1912;
- le aloe;
- le succulente: cactacee e crassulacee;
- gli eucalipti;
- le euforbie;
- le brugmansie;
- le passiflore;
- gli agrumi;
- il frutteto tropicale e subtropicale: banani, avocadi, Dovyalis, ecc.;
- le yucca;
- le cicadi;
- il ginkgo biloba;
- il giardino di rose e peonie;
- le piante aromatiche mediterranee.

Di particolare interesse sono: Aphyllantes monspeliensis, Beaucarnea recurvata, Beaucarnea stricta, Caesalpinia sepiaria, Chiranthodendron pentadactylon, Chrysanthemum discoideum, Coronilla juncea, Cupressus guadalupensis, Cupressus lusitanica, Corymbia citriodora, Eucalyptus sideroxylon, Eucalyptus microcorys, Mandevilla laxa, Passiflora bryonioides, Passiflora amethistina, Passiflora edulis, Senecio deltoideus, Sollya heterophylla, Thunbergia grandiflora, Thunbergia coccinea, Thunbergia mysorensis, Wigandia urens e  Yucca australis.

## I giardini
I giardini, oltre a conservare una notevole collezione botanica, sono ingentiliti da alcune fontane, statue e elementi architettonici. Una delle fontane più famose è La fontana del Drago che deve il suo nome a un bronzo giapponese che Thomas Hanbury acquistò a Kyoto. Nel retro della piccolo bacino d'acqua è collocata una statua di schiava di scuola canoviana. Fra gli elementi architettonici più importanti c'è il Mausoleo Moresco, da alcuni chiamato la tomba degli Hanbury, in cui sono tumulate le ceneri di Sir Thomas Hanbury e di sua moglie Katherine Aldam Pease.

## Galleria d'immagini

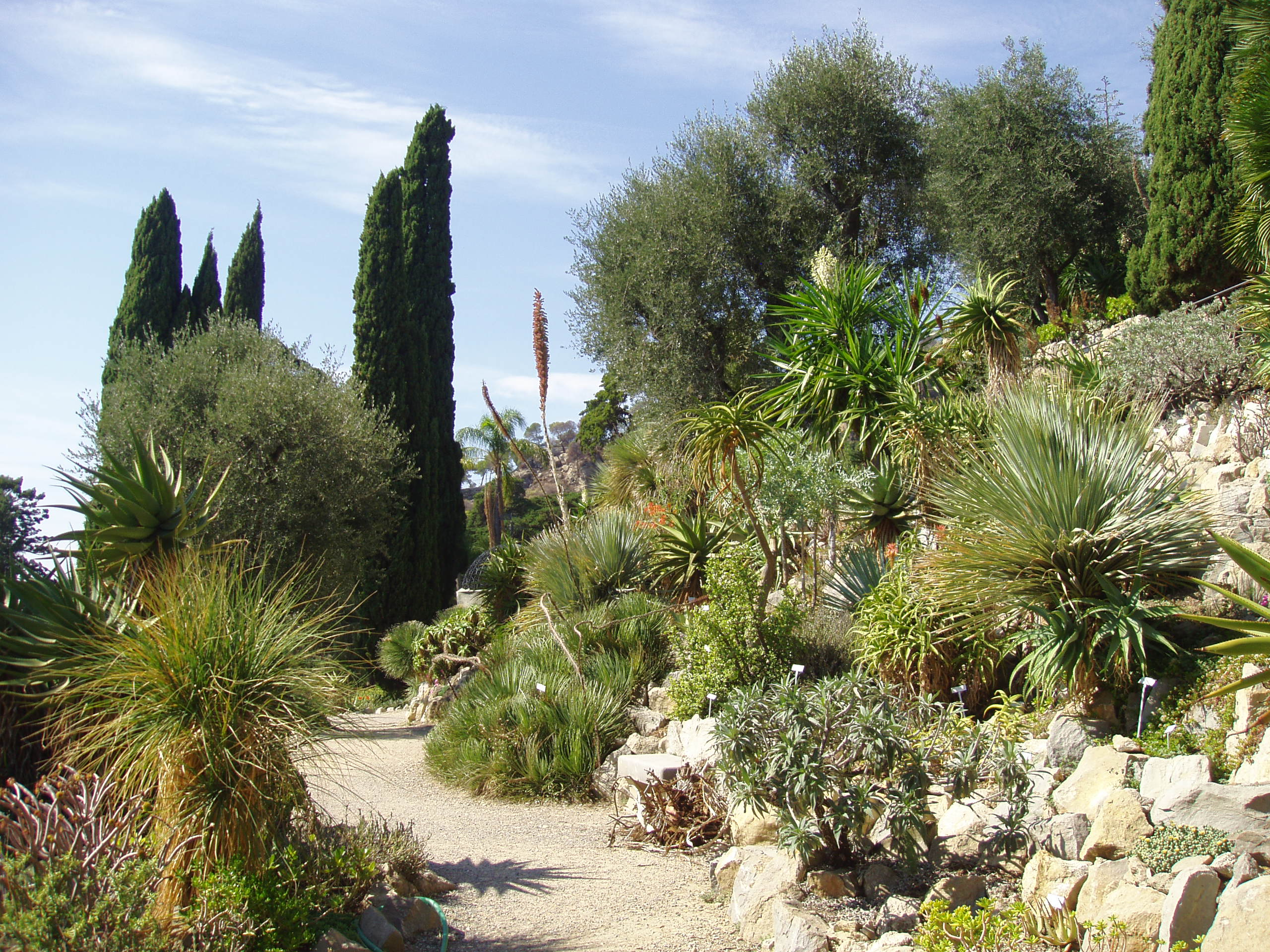
Panoramica
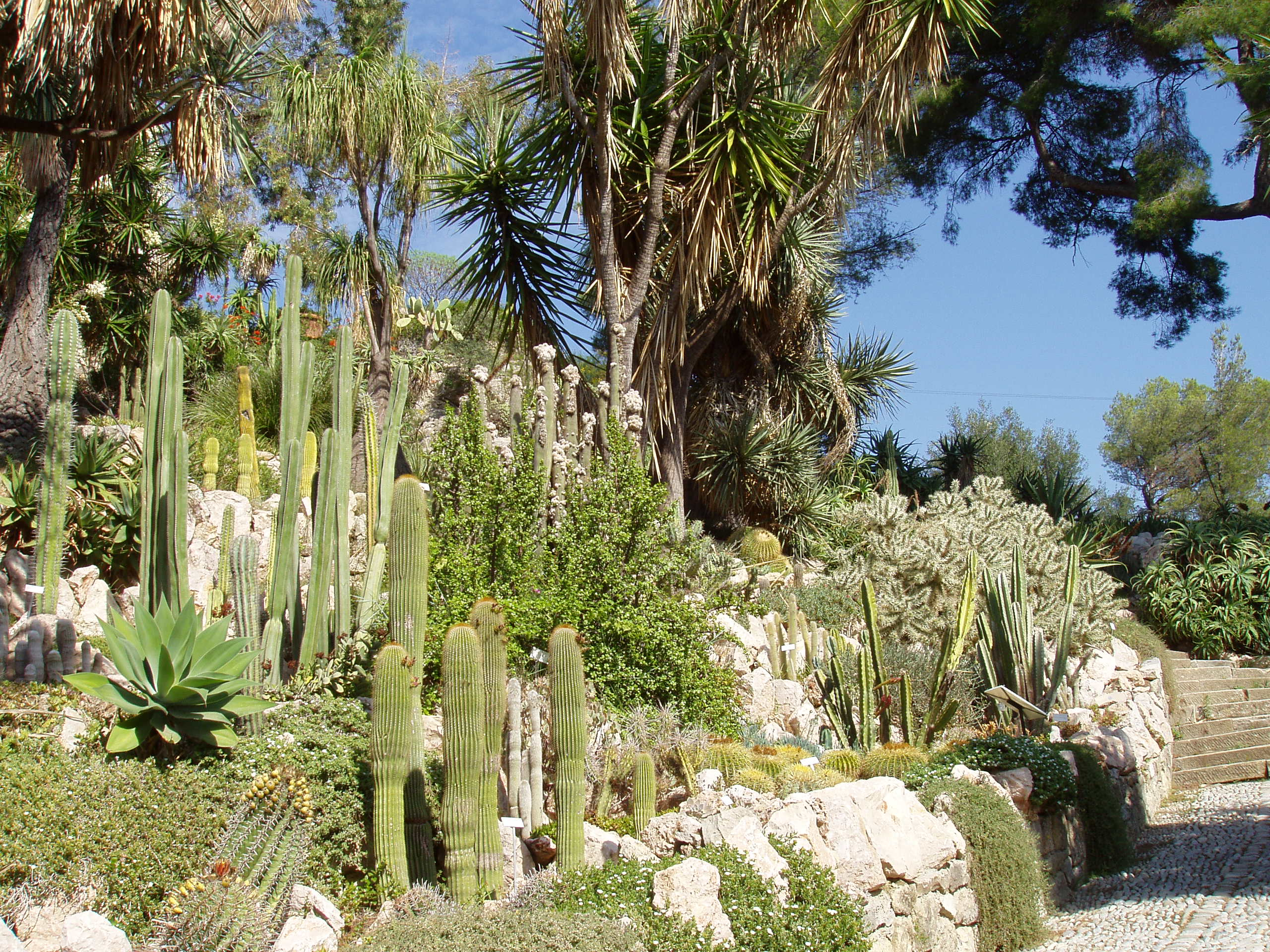
Cactus
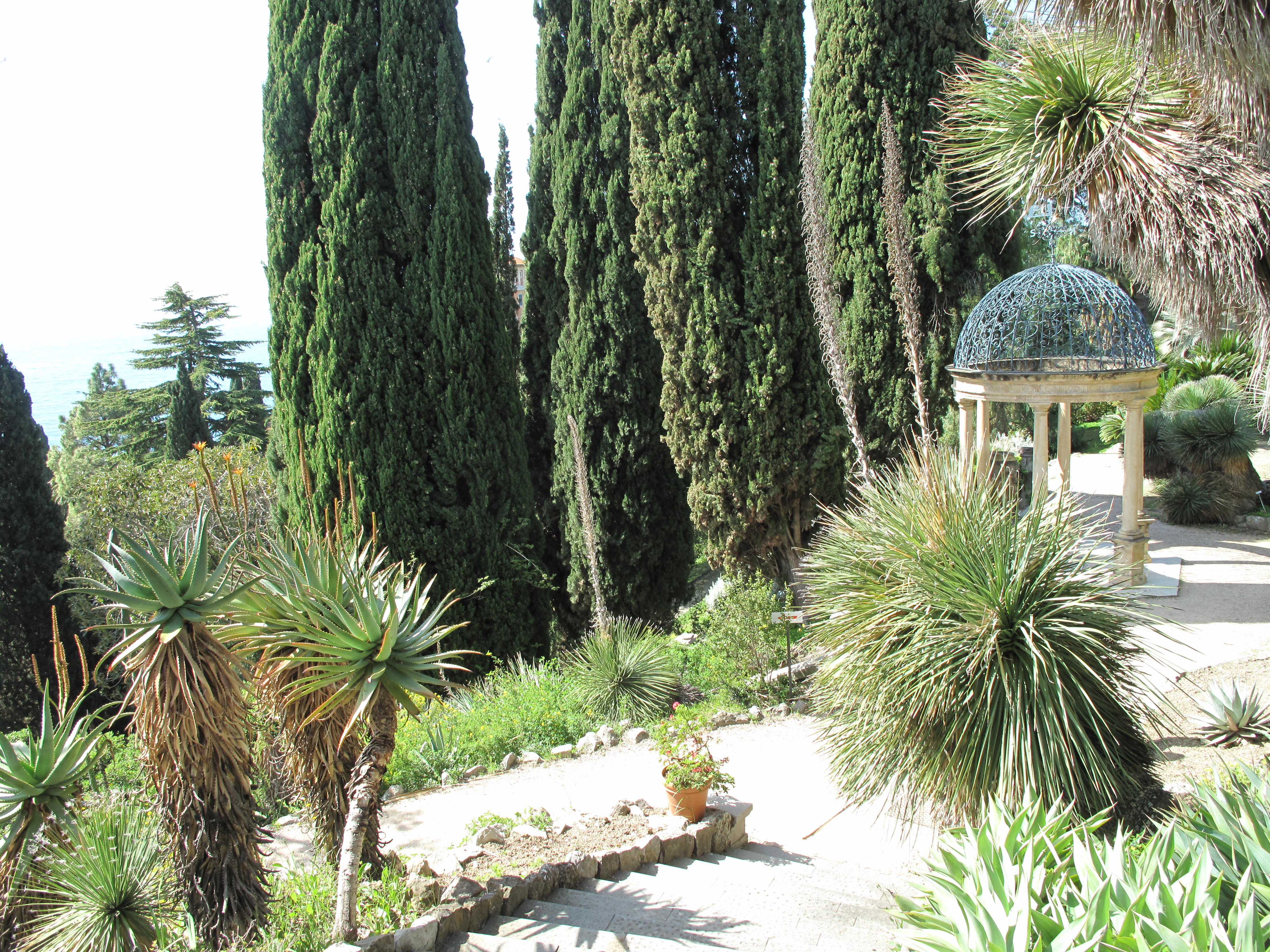
Il Tempietto
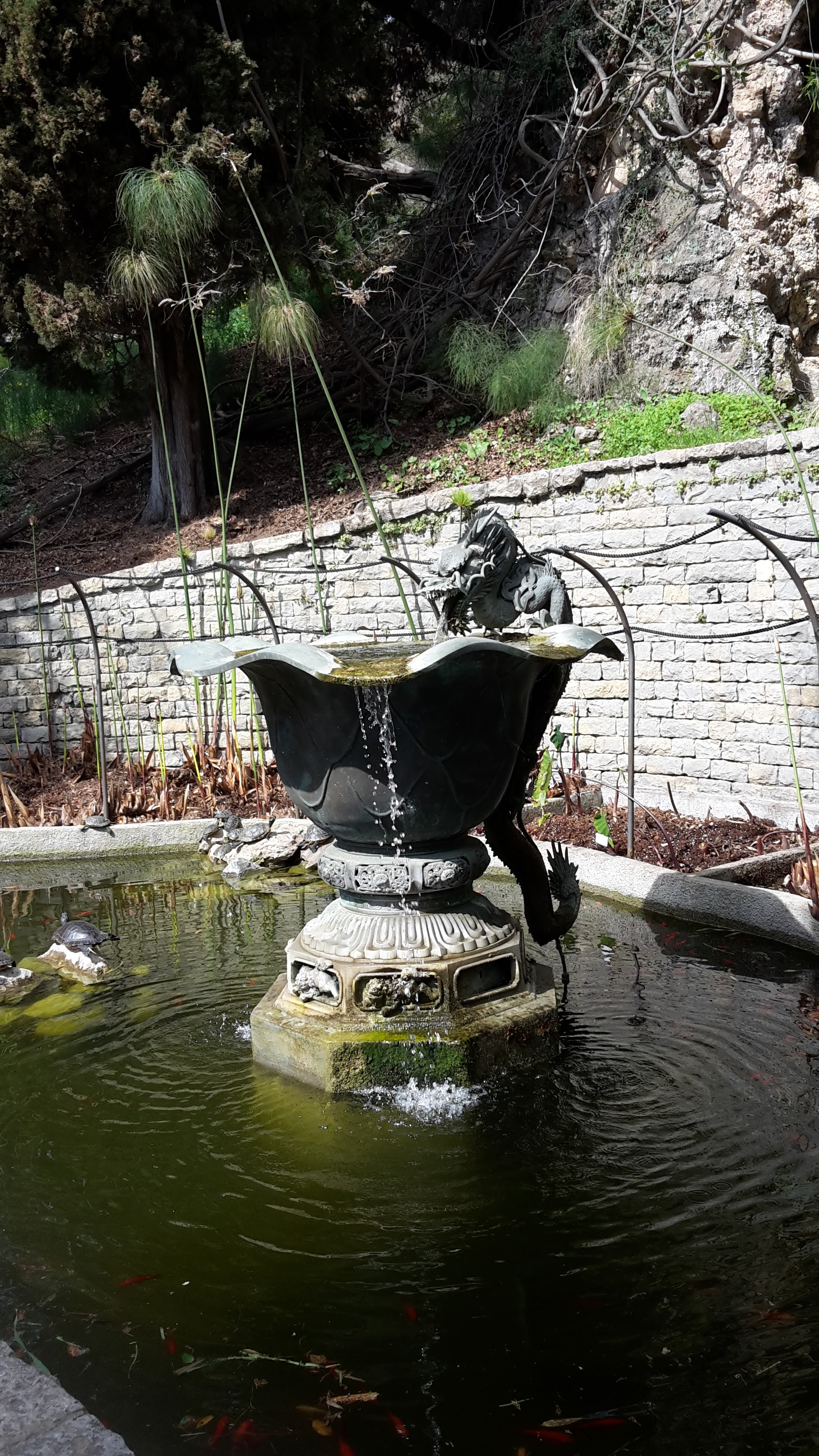
La fontana del Drago
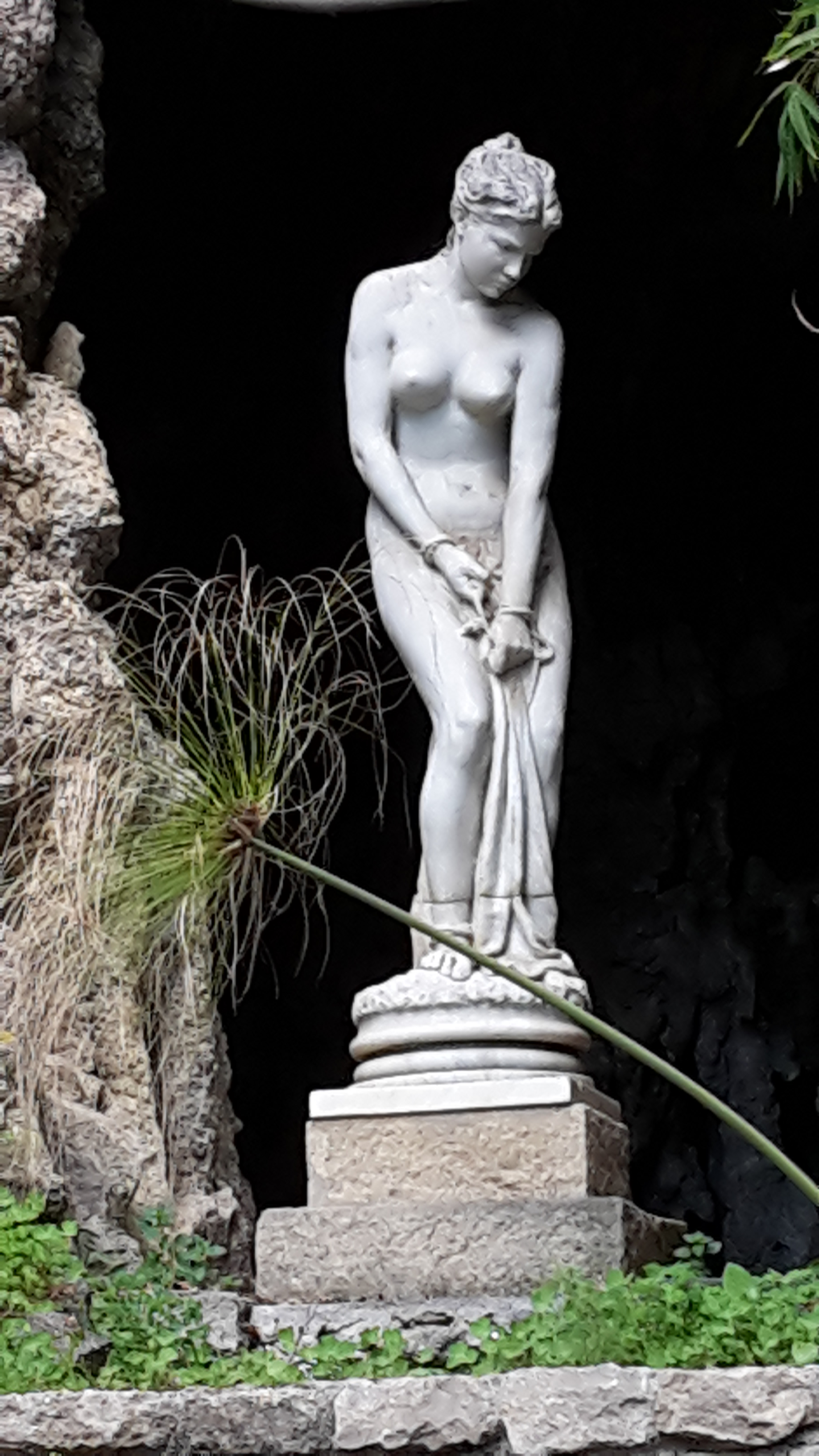
La schiava della fontana del Drago
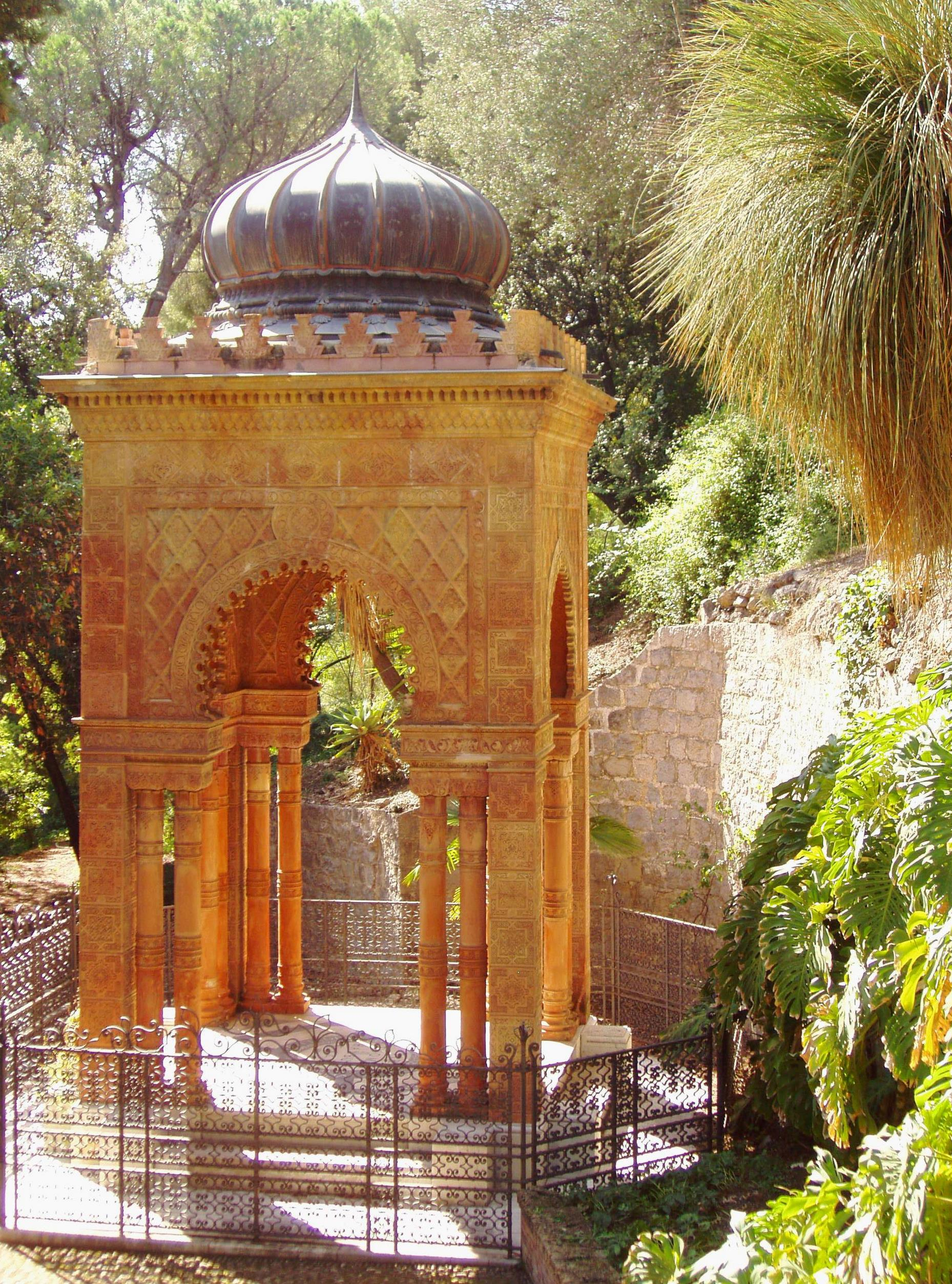
Tomba degli Hanbury
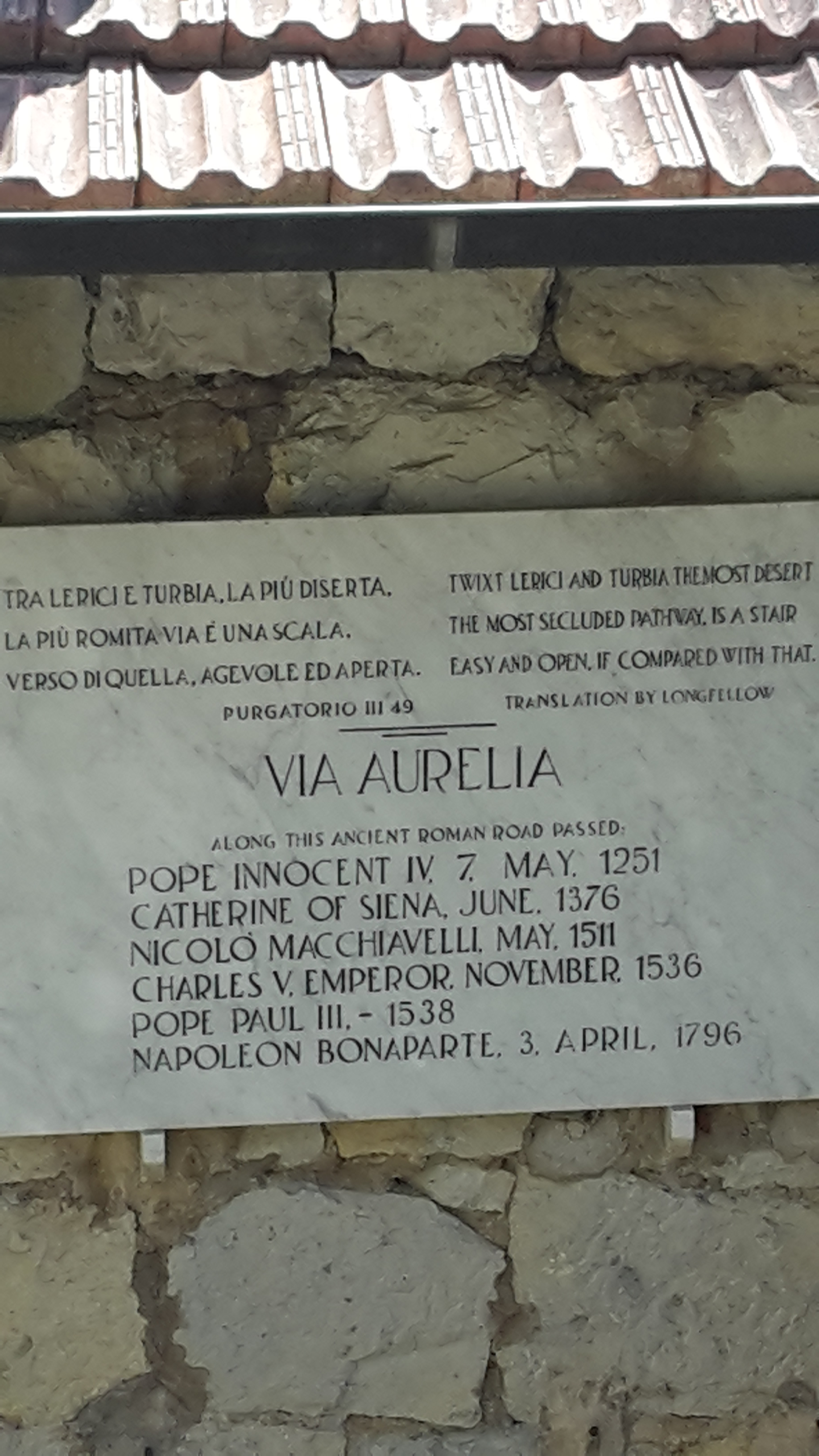
Placca via Aurelia a Villa Hanbury
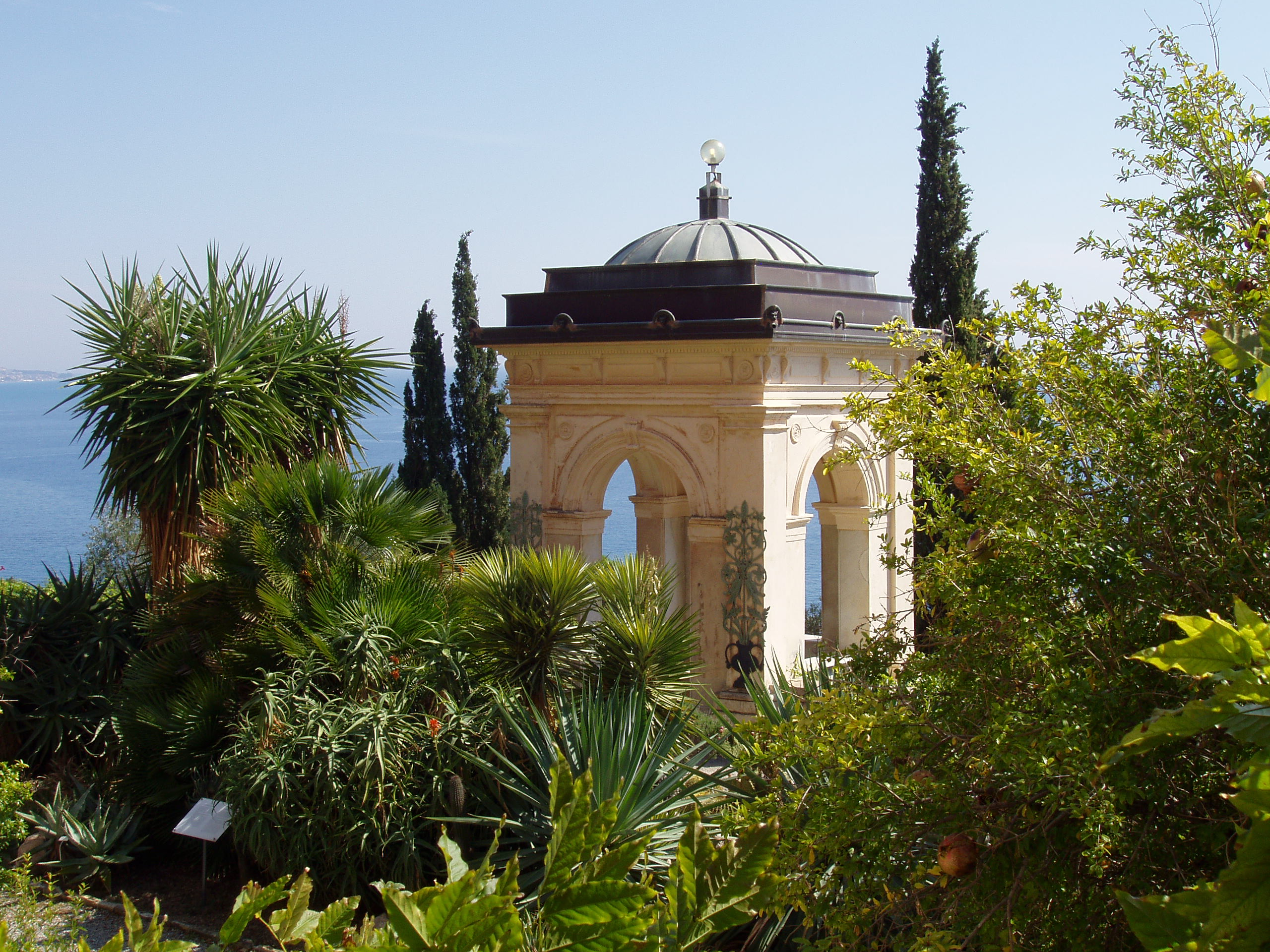
Padiglione
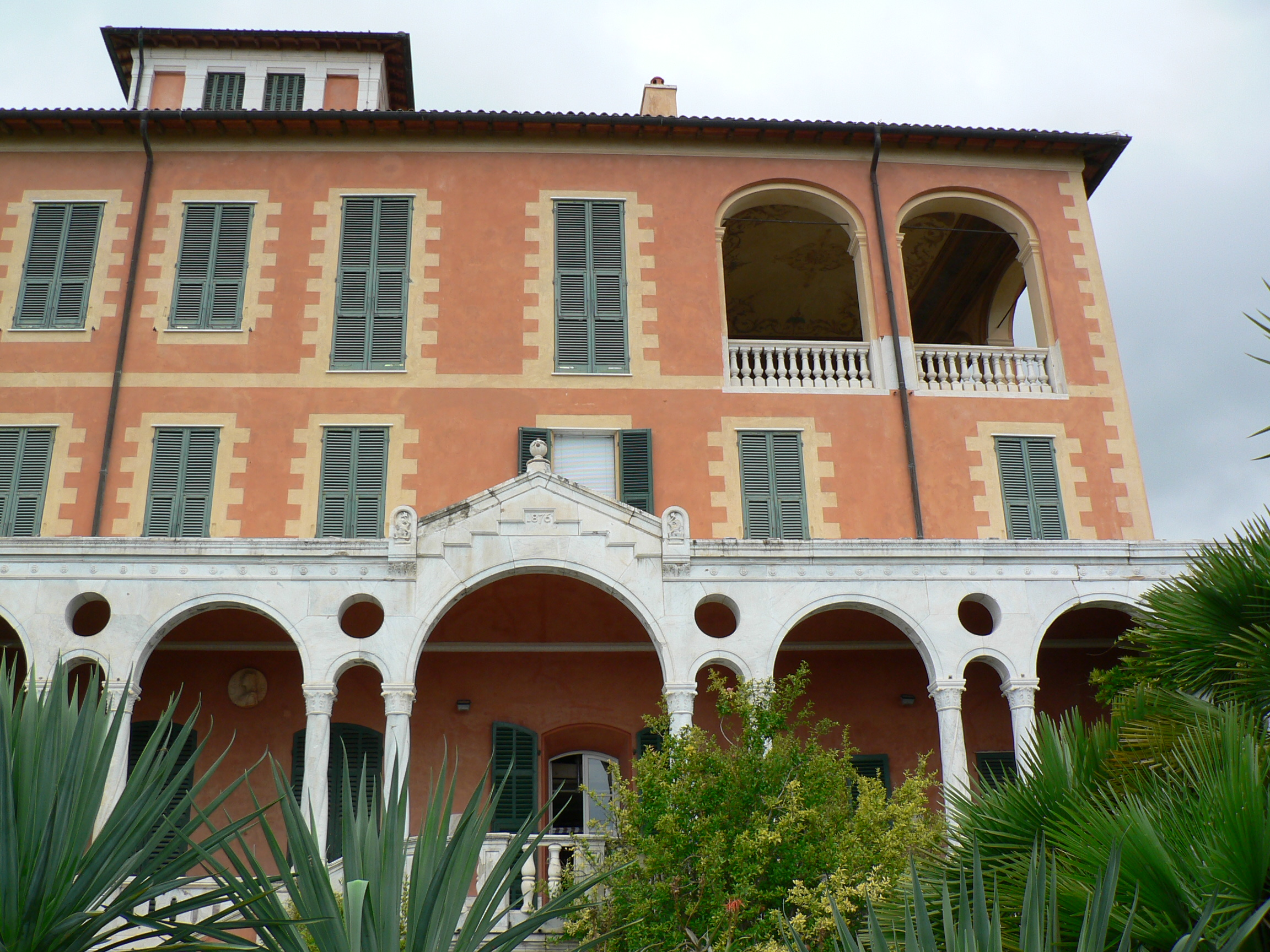
Facciata sud
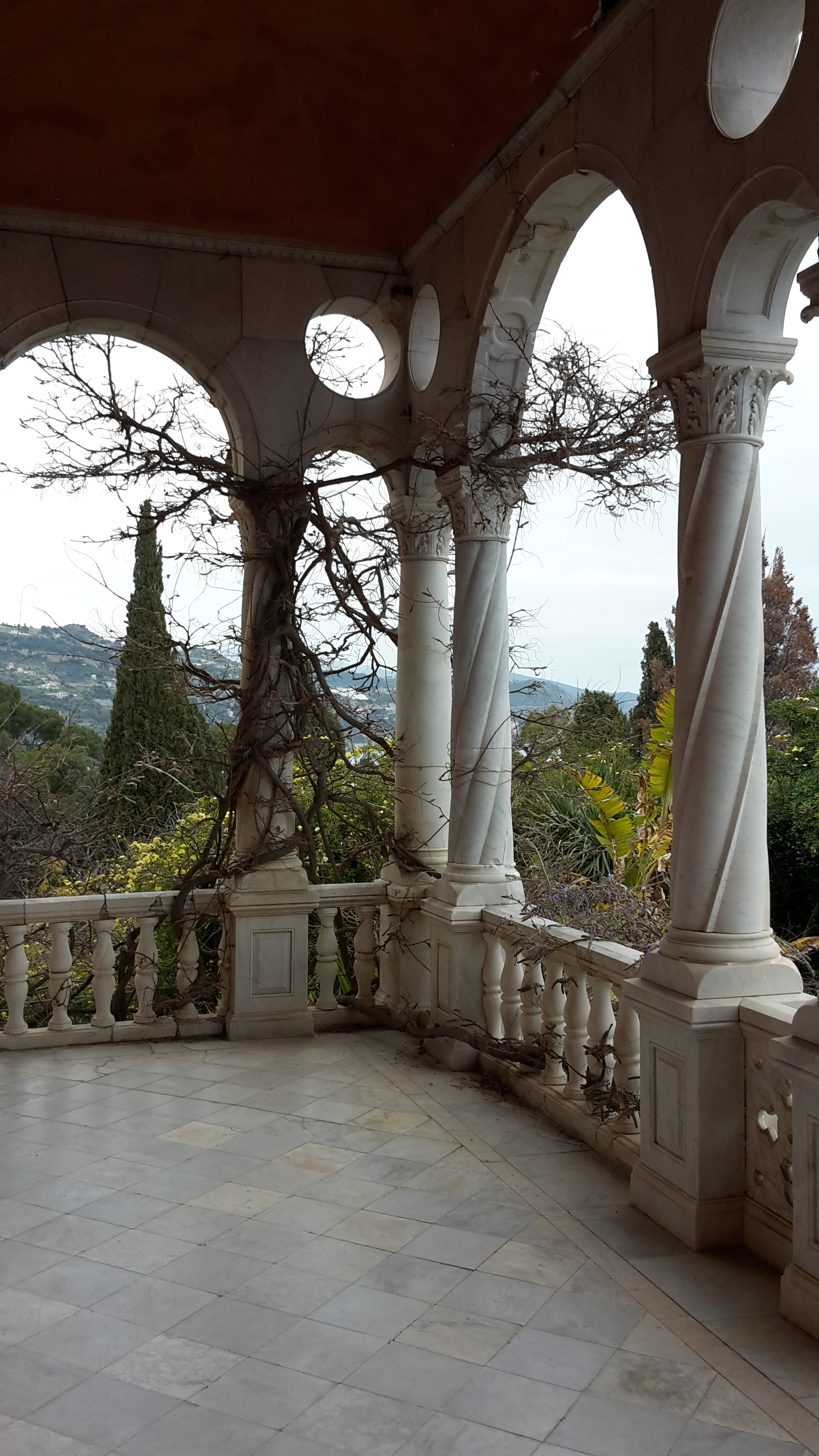
Dettaglio della terrazza sud
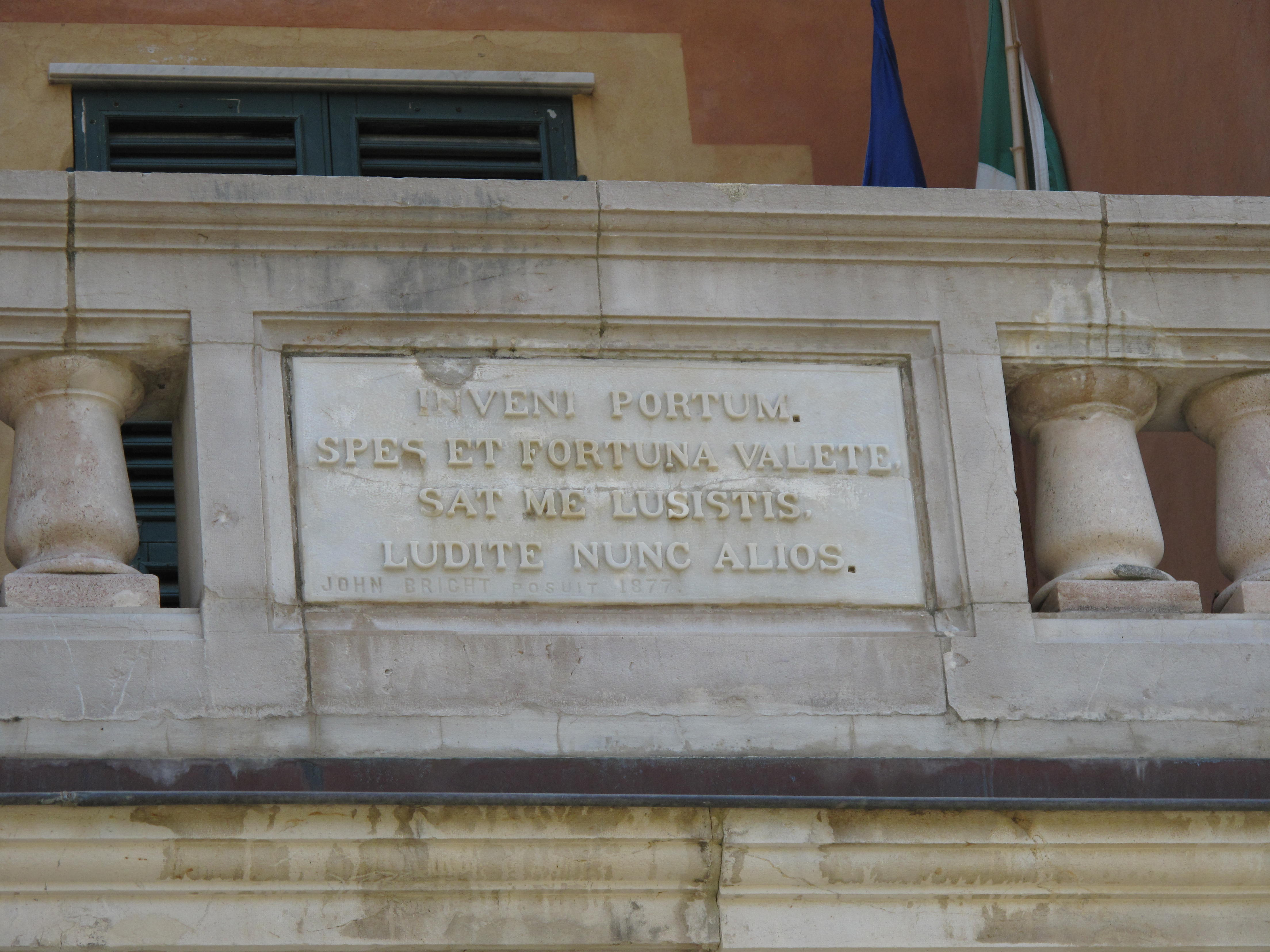
L'iscrizione latina Inveni portum